# Горно Дряново (дем Кушница)
Горно Дря̀ново или Дра̀ново (изписване до 1945 година: Дрѣново, на гръцки: Άνω Χορτοκόπι, Ано Хоротокопи, катаревуса: Άνω Χορτοκόπιον, Ано Хоротокопион, до 1926 Δράνοβα, Дранова) е село в Гърция, дем Кушница, област Източна Македония и Тракия.

## География
Селото е разположено на 350 m надморска височина в югоизточните склонове на планината Кушница (Пангео) на 3 километра източно от Правища (Елевтеруполи). В селото е разположен манастирът „Сретение Господне“ и храмът „Свети Йоан Вазелон“. Манастирът е построен е в 1955 година в заселеното с понтийски бежанци бивше мюсюлманско село, което обаче в периода 1952 – 1960 година постепенно се изселва в съседното Дряново (Хортокопи).

## История

### Етимология
Според Йордан Н. Иванов името е от дрян.

### В Османската империя
В 1889 година Стефан Веркович („Топографическо-этнографическій очеркъ Македоніи“) пише за Дряново:
| „ | Дряново, мохамеданско село; 1 джамия; жителите са помаци. От града е на 2 и половина часа разстояние. | “ |

Съгласно статистиката на Васил Кънчов („Македония. Етнография и статистика“) към 1900 година Дряново (Дрѣново) е турско селище. В него живеят 250 турци.

### В Гърция
През 1913 година Кириякос Михаил и неговата банда убива трима мюсюлмани от Дряново (Дренли) и краде 3000 турски лири от селото. Според гръцката статистика, през 1913 година в Дряново (Δράνοβα) живеят 272 души.
В периода 1923 година по силата на Лозанския договор жителите на Дряново са изселени в Турция и на тяхно място са заселени гърци бежанци от Турция. През 1926 година името на селото е сменено от Дранова (Δράνοβα) на Хортокопи (Χορτοκόπι). До 1928 година в Дряново са заселени 52 гръцки семейства със 194 души - бежанци от Турция. Българска статистика от 1941 година показва 280 жители.
В 60-те години населението на селото се изселва в новото селище Дряново, построено в подножието на планината. Старото село започва да се нарича Горно Дряново (Ано Хортокопи).
Населението произвежда главно тютюн.
| Година    | 1913 | 1920 | 1928 | 1940 | 1951 | 1961 | 1971 | 1981 | 1991 | 2001 | 2011 | 2021 |
| --------- | ---- | ---- | ---- | ---- | ---- | ---- | ---- | ---- | ---- | ---- | ---- | ---- |
| Население | 272  | 286  | 218  | 361  | 404  | 457  | 16   | 22   | 27   | 46   | 22   | 23   |